# تصمیم کبری
«تصمیم کبری» نوشته عبدالرحمان صفاپور داستانی است که در کتاب فارسی دوم دبستان ایران حضور داشت. عنوان این داستان به عنوان یک اصطلاح نمادین در بین دانش‌آموزان آن دوره برای اشاره به «گرفتن یک تصمیم مهم» اما با حالتی طنز گونه رواج پیدا کرده‌است.

## تاریخچه
این داستان در مدارس شاهنشاهی پهلوی در کتاب‌ها با تصویری از دختری که دامن و موهای بافته شده در دو طرف سر دارد، چاپ می‌شد. پس از انقلاب ۱۳۵۷ این عکس به دختری با روسری و مانتو بلند تبدیل شد.
این داستان در دههٔ ۱۳۸۰ خورشیدی از کتاب‌های درسی دبستان حذف شد. معاون پژوهشی وزیر آموزش و پرورش و رئیس سازمان پژوهش و برنامه‌ریزی آموزشی در دفاع از این تصمیم دلیل آن را «تغییر نیازها» و «نیاز به هماهنگی آموزش با نیازهای جدید» بیان کرد.

## خلاصهٔ داستان
خلاصهٔ داستان از این قرار است که کبری کتابش را گم کرده‌است. پس از مدتی به یاد می‌آورد که کتاب را زیر درختی در حیاط جا گذاشته‌است. وقتی به حیاط می‌رود تا کتاب را بیاورد متوجه می‌شود که کثیف شده‌است. پس از آن کبری تصمیم مهمی می‌گیرد.